# Euscyrtus planiceps
Euscyrtus planiceps är en insektsart som beskrevs av Karsch 1893. Euscyrtus planiceps ingår i släktet Euscyrtus och familjen syrsor. Inga underarter finns listade i Catalogue of Life.